# IEEE/ACM Transactions on Networking
La IEEE/ACM Transactions on Networking es una publicación científica focalizada en las redes de comunicación. Es patrocinada por la IEEE Communications Society, la IEEE Computer Society y la ACM Special Interest Group on Data Communications (SIGCOMM).
En un estudio la publicación tuvo el segundo mayor factor de impacto entre todas las publicaciones de ciencias de la computación, y en un ranking australiano obtuvo la mayor evaluación posible, "A*".